# Jojada (hogepriester)
Jojada of Jehojada (Hebreeuws: יהוידע; Moge JHWH weten) was volgens de traditie in de Hebreeuwse Bijbel een hogepriester die diende in het Koninkrijk Juda onder koning Joram, koning Achazja, koningin Atalja en koning Joas. Hij was gehuwd met de dochter van koning Joram, Joseba (of Josabath).  

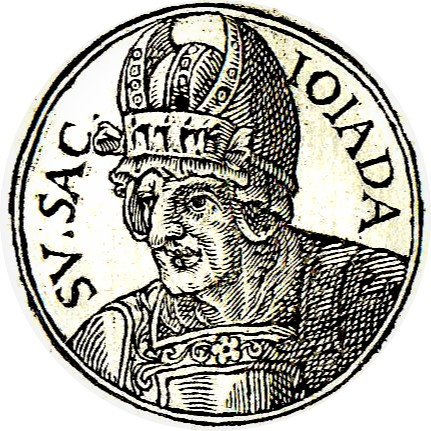
Jojada volgens het Promptuarii Iconum Insigniorum (Guillaume Rouillé)

Na de dood van koning Achazja, bracht zijn moeder Atalja vrijwel al de overige leden van haar familie ter dood, om vervolgens zelf de troon van Juda te bestijgen. Atalja wist niet dat alleen Joas ontkomen was door de hand van Joseba. Joas werd zes jaar verborgen gehouden door Jojada en Joseba. Terwijl in het Koninkrijk Israël al de aanbidders van de god Baäl gedood waren, ging Atalja er, net als haar voorgangers, mee door om hem te aanbidden.
In het zevende regeringsjaar van koningin Atalja begon Jojada maatregelen te treffen voor een staatsgreep. Hij sloot een verbond met de bevelhebbers van de Kariërs en met de koninklijke garde. Verzekerd van hun bescherming bracht hij Joas naar buiten en kroonde hem tot koning van Juda. Atalja liet hij buiten het tempelterrein ter dood brengen.
Jojada nam de leiding in het vernietigen van de tempel van Baäl en het doden van de Baäl-aanbidders. Vervolgens liet hij geld inzamelen voor de herbouw van Jahweh's tempel.
Volgens het verslag in 2 Kronieken stierf Jojada op 130-jarige leeftijd. Om al zijn goede daden werd hij bij de koningen van Juda begraven. Zonder de invloed van Jojada werd Joas helaas een dictator voor zijn volk. Hij liet zelfs Jojada's zoon Zacharia ter dood brengen, nadat deze Joas' slechte daden aan de kaak stelde.

## Jojada in de tijd van David
In 1 Kronieken 27:5 wordt een andere Jojada, vader van Benaja (lijfwacht van koning David), ook hogepriester genoemd. Dit was mogelijk een foutieve interpretatie van 1 Kronieken 12:28, waar Jojada "leider van de nakomelingen van Aäron wordt genoemd". 